# Hippasa albopunctata
Hippasa albopunctata är en spindelart som beskrevs av Tord Tamerlan Teodor Thorell 1899. Hippasa albopunctata ingår i släktet Hippasa och familjen vargspindlar. Inga underarter finns listade i Catalogue of Life.